# Копан д'Армањак
Копан д'Армањак (фр. Caupenne-d'Armagnac) насеље је и општина у јужној Француској у региону Миди Пирене, у департману Жерс која припада префектури Кондом.
По подацима из 2011. године у општини је живело 425 становника, а густина насељености је износила 19,63 становника/km². Општина се простире на површини од 21,65 km². Налази се на средњој надморској висини од 95 метара (максималној 151 m, а минималној 77 m).

## Демографија
| 1962. | 1968. | 1975. | 1982. | 1990. | 1999. | 2011. |
| ----- | ----- | ----- | ----- | ----- | ----- | ----- |
| 371   | 404   | 363   | 351   | 357   | 377   | 425   |

График промене броја становника у току последњих година